# Krai Tây Nam

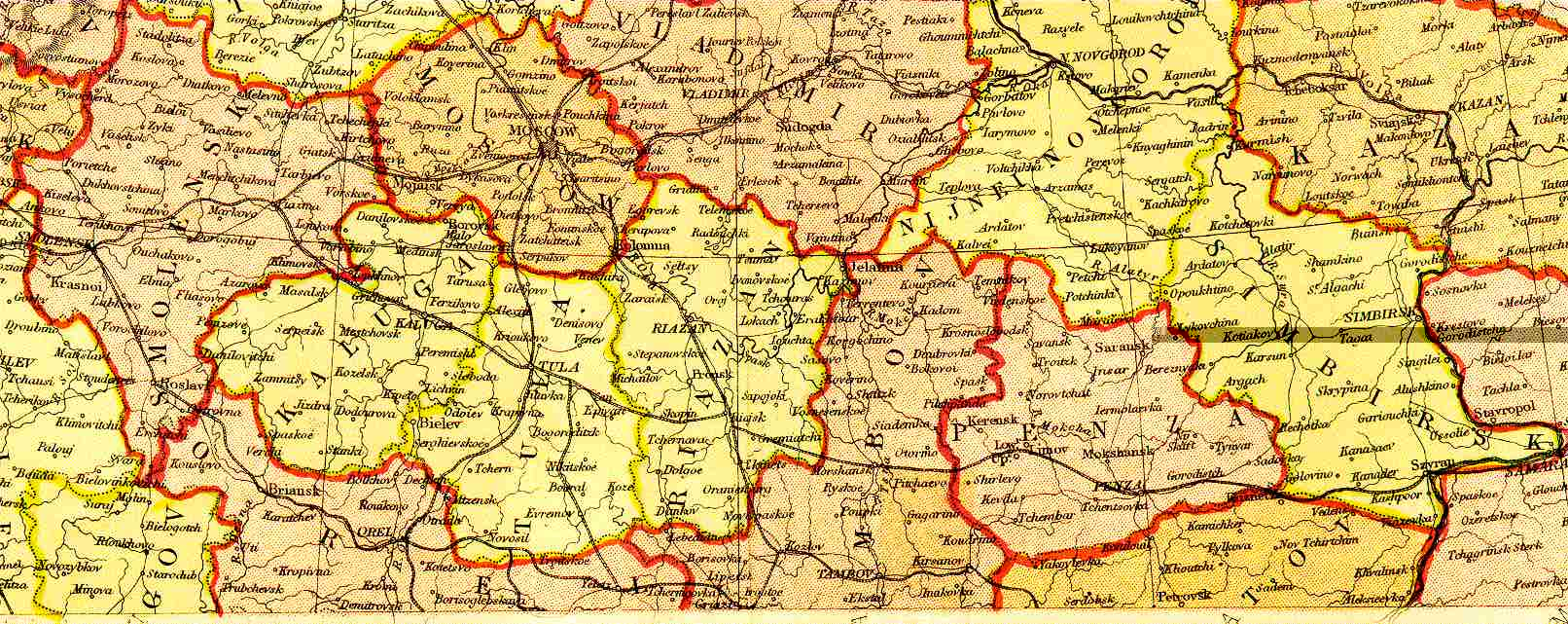
Tất cả năm Guberniyas bao gồm Tổng thống Kiev năm 1882

Krai Tây Nam (tiếng Nga: Юго-западный край, chuyển tự Yugo-zapadny kray) hay còn được gọi là Tỉnh tổng Kiev, Kiev Podolia hoặc Tỉnh chung Volhynia (tiếng Nga: Киевское, Подольское и Волынское генерал-губернаторство) (một vùng krai) của Đế quốc Nga bao gồm một số lãnh thổ của Ukraina ngày nay chủ yếu ở bờ phải của sông Dnepr. Lãnh thổ tương ứng với Quân khu Kiev.

## Lịch sử
Krai Tây Nam hoặc Tỉnh Tổng Kiev, Podolia và Volhynia gồm ba Guberia Podolia và tỉnh Kiev, được cho là khởi đầu vào ngày 22 tháng một năm 1832 khi Vasily Levashov, được bổ nhiệm làm Thống đốc quân sự của Kiev và tỉnh Tổng Podolia và Volhynia. Tuy nhiên, một vị trí của Thống đốc quân sự Kiev tồn tại từ năm 1796.